# Colonomyia albicaulis
Colonomyia albicaulis är en tvåvingeart som beskrevs av Donald Henry Colless 1963. Colonomyia albicaulis ingår i släktet Colonomyia och familjen Rangomaramidae. Inga underarter finns listade i Catalogue of Life.